# Masoniella richardsi
Masoniella richardsi is een vliegensoort uit de familie van de Canacidae. De wetenschappelijke naam van de soort is voor het eerst geldig gepubliceerd in 1995 door Vockeroth.